# التهاب محيط الغرسات السنية
التهاب محيط الغرسات السنية (بالإنجليزية: Peri-implantitis) هو التهاب يؤثر على الأنسجة الرخوة والعظام في منطقة زراعة الأسنان أي حول الغرسات. يرافق التهاب الأنسجة الرخوة ارتشاف في العظم السنخي الذي يُعد الركيزة الأولى من ركائز ثبوت الغرسات.
يختلف التهاب محيط الغرسات السنية عن التهاب الغشاء المخاطي المحيط بالغرسات، إذ أن الأخير يتضمن التهاب الأنسجة الرخوة (الأنسجة المخاطية) فقط دون التأثير على العظم السنخي.

## العلامات والأعراض
تختلف أعراض التهاب محيط الغرسات السنية من مريض لآخر، على العموم يُنصح المرضى بمتابعة مواعيد طبيب الأسنان بانتظام بعد استكمال زرع الأسنان وطرح المخاوف التي تراودهم بعد العملية.
بشكل عام لا ينبغي أن تنتفخ الأنسجة المحيطة بالغرسات أو تنزف أو أن يبدو لونها أحمر أو أن تنتج صديدًا.
لا يلاحظ المريض في المراحل الأولى ارتخاء الغرسة إذ أنها ستظل مثبتةً من الأسفل بأجزاء العظم العميقة، لكنه قد يلاحظ تورمًا في الأنسجة ونزيف عند تنظيف الأسنان بالفرشاة ورائحة وطعم كريه.
يُشخص التهاب محيط الغرسات السنية سريريًا بارتشاف العظم عن طريق التصوير بالأشعة السينية، وبالتهاب الأنسجة الرخوة بعد فحصها سريريًا وملاحظة نزيفها، أما في حالة ملاحظة التهاب الأنسجة الرخوة فقط دون ارتشاف العظم فيُشخص المريض بالتهاب الغشاء المخاطي المحيط بالغرسات.
أبلغ بعض المرضى عن ألم وتضخم اللثة في موقع لغرسات، ويُعتقد أن هذه الأعراض تصاحب الالتهاب الحادة فقط.

### ارتشاف العظم
لا يصاحب ارتشاف العظم عملية زراعة الأسنان إذا كانت الحالة طبيعية ما عدا المناطق القمية من العظم السنخي في مكان الغرسة. يعتمد شكل الارتشاف على طول العظم الشدقي اللساني، فإذا كان هذا الطول أكبر من منطقة الغرسة فسيأخذ الارتشاف شكل فوهة مع وجود عظام محيطة بها والعكس صحيح.

### الفحص
يعتبر النزيف عند الفحص طبيعيًا بعد فترة وجيزة من عملية زراعة الأسنان، أما إذا كانت اللثة تنزف بعد أشهر أو سنوات من بعد العملية فهذا دليل على الالتهاب.
قد يلاحظ طبيب الأسنان عدة أعراض أخرى مثل تكوّن القيح وانحسار اللثة وتورمها واحمرارها وفي بعض الأحيان تكّون جيب حول الغرسة.
| العلامات (علامة سريرية يكتشفها الطبيب)  | الأعراض (اضطرابات يلاحظها المريض) |
| --------------------------------------- | --------------------------------- |
| نزيف عند الفحص                          | نزيف عند تنظيف الأسنان            |
| انتفاخ                                  | انتفاخ حول الغرسة                 |
| تكون جيب حول الغرسة وانحسار اللثة       | طعم كريه                          |
| احمرار (حمامي)                          | رائحة كريهة                       |
| فرط التنسج (زيادة حجم اللثة)            | تخلخل الغرسة                      |
| ارتشاف العظم المُلاحظ في التصوير الشعاعي | الم (نادر)                        |

## المسببات
يعتبر وجود اللويحات وتكتلها حول الأنسجة سببًا مهمًا يؤدي إلى التهاب الأنسجة المحيطة بالغرسات، وفقًا للدراسات التي أُجريت على البشر وعلى الحيوانات. وجدت الدراسات عند مقارنة التهاب محيط الغرسات السنية مع التهاب الغشاء المخاطي المحيط بالغرسات السنية أن الأولى احتوت على عدد أكبر من الخلايا الحبيبية المتعادلة والخلايا البائية.

## الوقاية
تتضمن الوقاية معالجة التهاب الغشاء المخاطي المحيط بالغرسات لمنع تطوره إلى التهاب محيط الغرسات السنية الذي لا يمكن معالجته في الوقت الراهن.
تعتبر إزالة اللويحات المتكونة على الأسنان خطوة أساسية لمنع حدوث الالتهاب، وجدت الدراسات أن نسبة نجاح الغرسات أعلى لدى غير المدخنين لذلك فإن الإقلاع عن التدخين أمر مهم لتحقيق أفضل النتائج، كما يجب أن يختار طبيب الأسنان الغرسات بأسطح ملساء لتجنب تجمع البكتريا.

## الأبحاث الحالية
يجري البحث في الوقت الراهن حول الأساليب التي تمنع التهاب الأنسجة المحيطة بالغرسات باستخدام تقنيات المواد الحيوية التي تقلل من التصاق البكتيريا وبالتالي تثبيط الاستعمار البكتيري على أسطح الزرع، مثل تطوير أسطح الغرسات المضادة للبكتيريا التي ستشكل تطورًا كبيرًا في مقاومة التهاب محيط الغرسات السنية.